# David Leslie Kennedy
Pour les articles homonymes, voir David Kennedy (homonymie) et Kennedy.
David Leslie Kennedy, (David L. Kennedy ou David Kennedy dans les publications) né le 25 avril 1948 à Montrose en Écosse, est un archéologue et historien du Proche-Orient romain, spécialisé dans l'archéologie aérienne, les études de paysage romain et l'armée romaine. Il est professeur émérite en archéologie et histoire romaines à l'université d'Australie-Occidentale.

## Biographie
David Kennedy obtient un diplôme d'histoire ancienne et archéologie à l'université de Manchester en 1974, et un doctorat (D.Phil.) à l'université d'Oxford en 1980. Il enseigne à l'université de Sheffield (1976–1989) et à l'université de Boston (1989–1990) avant d'être nommé professeur Winthrop à l'université d'Australie occidentale en 1990. Il prend sa retraite en octobre 2017.
Il est membre élu de la Society of Antiquaries of London depuis 1985, et de l'Australian Academy of the Humanities depuis 1995. Il reçoit en 2002 la médaille du centenaire du gouvernement fédéral australien pour ses services à l'archéologie.

## Activités de recherche
Les recherches de David Kennedy portent sur le Proche-Orient romain et particulièrement la Jordanie romaine. Ses intérêts englobent les études de paysage  antique romain, les études militaires, ainsi que les infrastructures romaines.

## Publications
- David Kennedy et Derrick Riley, Rome's Desert Frontier from the Air, Londres, B.T. Batsford, 1990, 256 p.  (ISBN 0292770456)[4],[5]
- David Leslie Kennedy, Archaeological explorations on the Roman frontier in north-east Jordan. The Roman and Byzantine military installations and road network on the ground and from the air, Oxford, BAR Publishing, coll. « International series » (no 134), 1982 (ISBN 0-86054-165-7)
- Shelagh Gregory et David Leslie Kennedy, Sir Aurel Stein's Limes report, Oxford, BAR Publishing, coll. « International series » (no 272), 1985 (ISBN 0-86054-349-8)
- Philip Freeman et David Leslie Kennedy (dir.), The Defence of the Roman and Byzantine East, Oxford, BAR Publishing, coll. « Monograph » (no 8), 1986 (ISBN 0-86054-381-1)